# Davis Station
Davis Station is een permanent bemand Australisch poolstation op Antarctica, beheerd door het Australian Antarctic Division (AAD). Het station is gevestigd op de kust van de Samenwerkingzee in Prinses Elizabethland in een relatief ijsvrije omgeving van Antarctica.
Davis Station neemt een belangrijke plaats in in het netwerk van Australische poolstations.
's Zomers wordt het station bemand door zo'n 70 wetenschappers. In de winter ligt dat aantal rond de 22.
Onderzoek in het station richt zich op observaties van de ionosfeer, meteorologie, biologie van de mens en de zee, maar ook milieuonderzoek.
Het station is vernoemd naar John King Davis waar ook de nabije Daviszee naar is vernoemd.